# 14147 Wenlingshuguang
14147 Wenlingshuguang è un asteroide della fascia principale. Scoperto nel 1998, presenta un'orbita caratterizzata da un semiasse maggiore pari a 2,3247202 UA e da un'eccentricità di 0,0297332, inclinata di 3,60862° rispetto all'eclittica.